# Antiochie
Antiochie (řecky Ἀντιόχεια – Antiocheia, latinsky Antiochia), pro rozlišení též Syrská Antiochie nebo Antiochie nad Orontem, bylo historické město na severu Sýrie na řece Orontés, u Isského zálivu na severovýchodě Středozemního moře. Antiochie byla hlavním městem Seleukovské říše, poté římské provincie Sýrie a Antiochijského církevního patriarchátu, za křížových výprav Antiochijského knížectví. Dnes se na jeho místě nachází turecké město Antakya.

## Historie
Město bylo založeno roku 300 př. n. l. Seleukem I. Níkátorem, který z ní učinil sídlo Seleukovců. Roku 64 př. n. l. se Antiochie stala hlavním městem římské provincie Sýrie. Až do pozdní antiky zůstala Antiochie jedním z nejdůležitějších a největších měst římské říše, později po Konstantinopoli druhým největším městem východořímského impéria.
Byla zde založena jedna z prvních křesťanských obcí, dokonce právě zde byli podle Skutků apoštolů křesťané poprvé označeni tímto jménem. Působil zde Svatý Petr, význam antiošského biskupa se projevuje tím, že Antiochie patří do tzv. pentarchie, tj. mezi pět patriarchátů starověké církve. V 5. století se tento patriarchát stal střediskem syrské monofyzitské církve, tzv. jakobitů. Ještě pobočník krále Václava IV., jímž se nechal zastupovat na mezinárodním poli, měl titul antiochijského patriarchy (Václav Králík z Buřenic). Po sérii přírodních katastrof a po dobytí vojsky perských Sásánovců roku 540 město očividně ztratilo. Oblast zasáhlo mohutné zemětřesení, které do dnešních dob změnilo tvář regionu. Oblast byla natolik zpustošená, že ztratila svou vyspělost a již ji nikdy nedohnala. Z východní byzantské metropole zbyly jen trosky, veškeré obyvatelstvo, které přežilo hrůzy drancování, perští vojáci odvlekli.

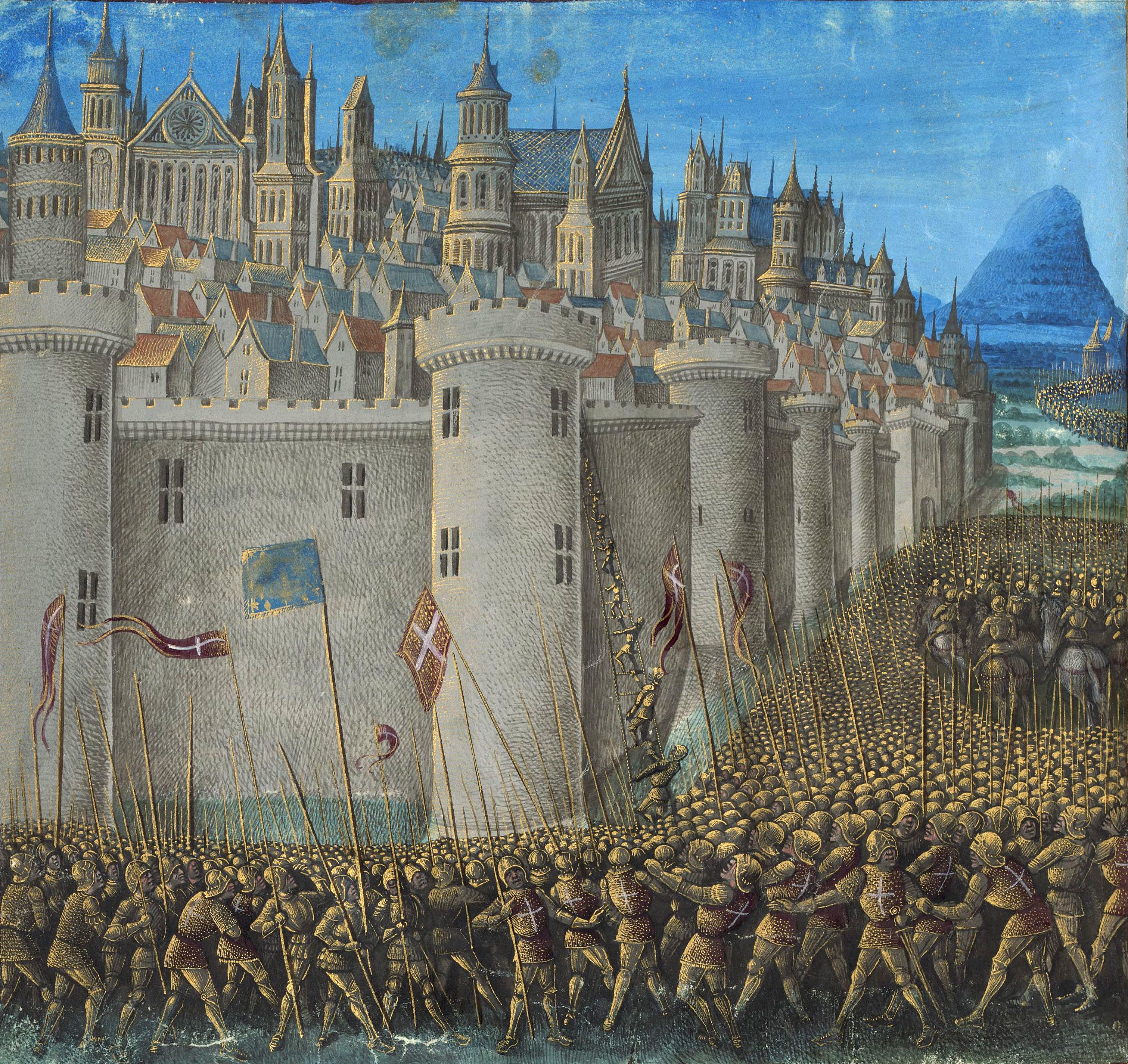
Obléhání Antiochie křižáky
(Francouzská miniatura, kolem 1430)

Nedlouho nato se Antiochie znovu vrátila pod byzantskou nadvládu a znovu se stala prosperujícím městem. Roku 613 byla znovu dobyta Peršany, roku 638 natrvalo Araby. Během velké byzantské ofenzívy se roku 969 dostala Antiochie znovu do rukou křesťanů. V polovině 11. století se městu dařilo celkem dlouho bránit před seldžuckými Turky, avšak do jejich rukou padlo roku 1085.
Roku 1097 byla Antiochie obležena během první křížové výpravy křižáky. Po osmiměsíčním obléhání byla dobyta a stala se centrem jednoho z křižáckých státečků, antiochijského knížectví. Jako vládce se tu prosadil normanský vůdce Bohemund z Tarentu. Roku 1137 uznal antiochijský vládce lenní závislost svého knížectví na Byzanci. Roku 1149 dobyl seldžucký vládce Núr ad-Dín většinu antiochijských držav s výjimkou samotného města. Kníže Raimond z Poitiers s většinou svých bojovníků padl. Ovdovělá kněžna Konstancie Antiochijská se provdala roku 1153 za bezvýznamného a nemajetného francouzského šlechtice Renauda z Châtillonu, který přišel do Orientu s účastníky druhé křížové výpravy. Svoji vládu udrželi křižáci ve městě zhruba do roku 1268.

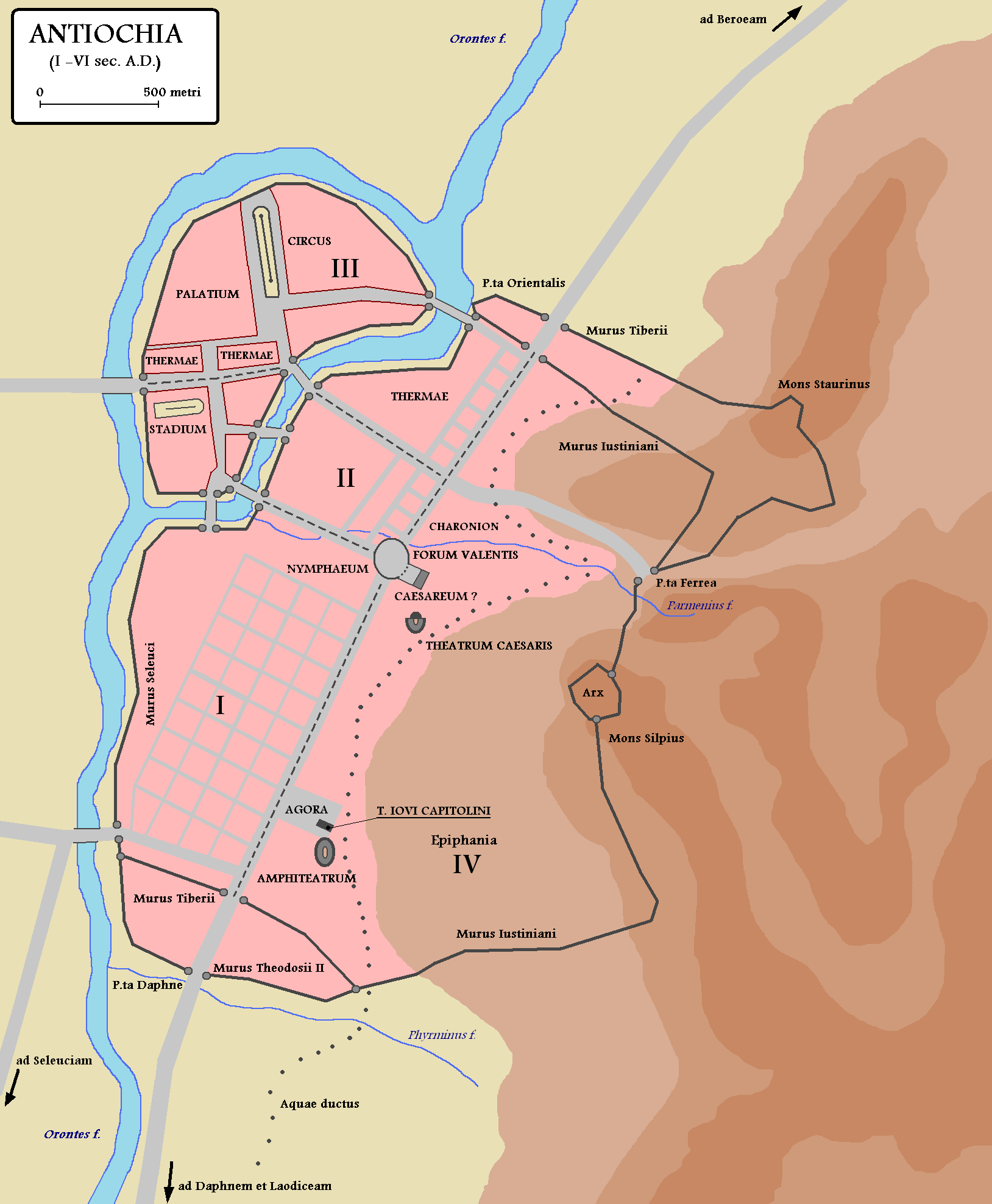
Antiochie v 1. až 6. století